# Nadia Skoukdi
Nadia Skoukdi (* 26. August 1992) ist eine ehemalige marokkanische Radsportlerin, die vorwiegend auf Bahn und Straße aktiv war.

## Sportlicher Werdegang
2014 belegte Nadia Skoukdi bei den marokkanischen Meisterschaften den dritten Platz im Straßenrennen. Im Jahr darauf wurde sie marokkanische Meisterin im Straßenrennen und Dritte im Einzelzeitfahren. Bei den afrikanischen Meisterschaften 2016 startete sie in sechs Disziplinen auf der Bahn und errang fünf Medaillen: Im Scratch und im Teamsprint (mit Fatima Zahra El Hiyani) wurde sie jeweils Afrikameisterin, in Keirin und im Sprint Vizemeisterin, und im 500-Meter-Zeitfahren belegte sie Rang drei. Im selben Jahr wurde sie zweifache marokkanische Meisterin im Straßenrennen sowie im Einzelzeitfahren.
2017 wurde Skoukdi erneut nationale Meisterin im Straßenrennen sowie im Einzelzeitfahren.

## Erfolge
2015
- Marokkanische Meisterin – Straßenrennen

2016
- Afrikanische Meisterschaft – Scratch, Teamsprint (mit Fatima Zahra El Hiyani)
- Afrikanische Meisterschaft – Keirin, Sprint
- Afrikanische Meisterschaft – 500-Meter-Zeitfahren
- Marokkanische Meisterin – Straßenrennen, Einzelzeitfahren

2017
- Marokkanische Meisterin – Straßenrennen, Einzelzeitfahren